# Teorema de la conservación del signo
El teorema de la conservación del signo establece que si una función {\displaystyle f:A\subseteq \mathbb {R} ^{n}\rightarrow \mathbb {R} } es continua en el un punto {\displaystyle P} ({\displaystyle P} contenido en {\displaystyle A}) y {\displaystyle f} es positiva en {\displaystyle P}, entonces existe un entorno (abierto) del punto {\displaystyle P} (de radio {\displaystyle \delta }), en el que la función es positiva. Análogamente, si {\displaystyle f} es negativa en {\displaystyle P}, existe un entorno (abierto) del punto {\displaystyle P} (de radio {\displaystyle \delta }), en el que la función es negativa.

## Enunciado
| Sea {\displaystyle f:A\subseteq \mathbb {R} ^{n}\rightarrow \mathbb {R} } una función continua en el punto {\displaystyle P\in A}. Si {\displaystyle f(P)>0} {\displaystyle \Rightarrow (\exists \ \delta >0/} {\displaystyle x\in A\wedge \left\\|x-P\right\\|<\delta \Rightarrow f(x)>0)}. |

## Demostración
Por hipótesis, {\displaystyle f} es una función continua en el punto {\displaystyle P}.

Entonces {\displaystyle \lim _{x\rightarrow P}f(x)=f(P)>0} 

Por la definición de límite: {\displaystyle {\begin{array}{l}{\underset {x\to P}{\lim }}\,\,f(x)=L\iff \forall \varepsilon >0\ \ \exists \ \delta >0:0<||x-P||<\delta \Longrightarrow |f(x)-L|<\varepsilon \end{array}}}.

Tomamos {\displaystyle \varepsilon ={\frac {f(P)}{2}}}. Entonces {\displaystyle \exists \,\delta >0:x\in A\wedge \left\|x-P\right\|<\delta }

{\displaystyle \Rightarrow \left|f(x)-f(P)\right|<{\frac {f(P)}{2}}}

{\displaystyle \Leftrightarrow {\frac {-f(P)}{2}}<f(x)-f(P)<{\frac {f(P)}{2}}}

{\displaystyle \Leftrightarrow } Sumando {\displaystyle f(P)}:

{\displaystyle {\frac {f(P)}{2}}<f(x)<{\frac {3}{2}}f(P)}

Por hipótesis: {\displaystyle f(P)>0\Rightarrow {\frac {f(P)}{2}}>0}

{\displaystyle \therefore f(x)>0} {\displaystyle \blacksquare }

## Observaciones y curiosidades
Este teorema se suele usar para demostrar el teorema de Bolzano.
- Datos: Q16638801